# کاریکاتور (مجله)
کاریکاتور مجله‌ای ایرانی به سردبیری محسن دولو بود که در ۶ مرداد ۱۳۴۷ شمسی منتشر شد و تا سال ۱۳۵۷ به کارش ادامه داد. برخلاف مجلات مشابه که پیش از این مجله بیشتر محتوایشان را نوشته شامل نثر و نظم و شوخی تشکیل می‌داد، مجله کاریکاتور بیشتر روی کارتون و کاریکاتور بنا شده بود.
این مجله نویسندگان و کاریکاتوریست‌های زیادی به جامعهٔ هنری معرفی کرد؛ جواد علیزاده و بهمن عبدی از آن جمله بودند.

## گفته‌ها از مجلهکاریکاتور
مجله توفیق در دوره نخست‌وزیری امیرعباس هویدا (۱۳۴۳–۱۳۵۶) انتقادهای طنزآمیز خود را متوجه وی و دولتش کرد. هویدا نیز درصدد برآمد که نشریه فکاهی دیگری را که بر آن نظارت داشته باشد، در مقابل توفیق، عَلَم کند؛ از این رو، امتیاز مجله فکاهی کاریکاتور را به محسن دولّو واگذار کرد و تعدادی از طنزنویسان توفیق ازجمله مسعود مهرابی در آن مجله مشغول شدند.